# Antero Lehtonen
Antero Lehtonen (* 12. April 1954 in Tampere) ist ein ehemaliger finnischer Eishockeyspieler, der in seiner aktiven Zeit von 1971 bis 1987 unter anderem für die Washington Capitals in der National Hockey League gespielt hat. Sein Bruder Erkki Lehtonen war ebenfalls ein professioneller Eishockeyspieler. 

## Karriere
Antero Lehtonen begann seine Karriere als Eishockeyspieler in seiner Heimatstadt bei Tappara Tampere, für dessen Profimannschaft er von 1971 bis 1976 zunächst in der SM-sarja und ab 1975 in deren Nachfolgeliga SM-liiga aktiv war. Mit Tappara gewann er dabei in der Saison 1974/75 die finnische Meisterschaft und wurde 1974, sowie 1976 jeweils Vizemeister mit seiner Mannschaft. Anschließend wechselte der Flügelspieler zu Tapparas Ligarivalen TPS Turku, mit dem er in der Saison 1976/77 seinem Ex-Club Tappara im Playoff-Finale unterlag. Nachdem er die Saison 1978/79 erneut in Tampere bei Tappara verbracht hatte, mit dem er zum zweiten Mal Meister wurde, unterschrieb er am 16. September 1979 einen Vertrag als Free Agent bei den Washington Capitals aus der National Hockey League. Für diese kam er in der Saison 1979/80 zu neun Toren und zwölf Vorlagen in 65 NHL-Spielen. Darüber hinaus stand er in vier Spielen für deren Farmteam, die Hershey Bears aus der American Hockey League, auf dem Eis.
Nach einem Jahr in Nordamerika kehrte Lehtonen zu seinem Heimatclub Tappara Tampere zurück, mit dem er 1981 erneut Vizemeister wurde. Es folgten weitere drei Jahre bei TPS Turku und in der Saison 1981/82 eine weitere Vizemeisterschaft. Schließlich schloss sich der ehemalige finnische Nationalspieler dem Zweitligisten JYP HT an, mit dem er 1985 auf Anhieb in die SM-liiga aufstieg. Bei JYP beendete er im Anschluss an die Saison 1986/87 im Alter von 33 Jahren seine Karriere.

### International
Für Finnland nahm Lehtonen an der Junioren-Weltmeisterschaft 1974, sowie den A-Weltmeisterschaften 1977, 1979 und 1981 teil. Bei Weltmeisterschaften erzielte er im Seniorenbereich in 25 Spielen vier Tore und gab sieben Vorlagen.

## Erfolge und Auszeichnungen
| - 1974 Finnischer Vizemeister mit Tappara Tampere - 1975 Finnischer Meister mit Tappara Tampere - 1976 Finnischer Vizemeister mit Tappara Tampere - 1977 Finnischer Vizemeister mit TPS Turku - 1979 Finnischer Meister mit Tappara Tampere | - 1979 SM-liiga All-Star Team - 1981 Finnischer Vizemeister mit Tappara Tampere - 1982 Finnischer Vizemeister mit TPS Turku - 1985 Aufstieg in die SM-liiga mit JYP HT |